# Chiesa di Santa Croce (Macerata)
La chiesa di Santa Croce si erge sul colle più alto della città di Macerata, luogo già interessato dalla presenza di un tempio dedicato a Mercurio nel III secolo d.C.
Nel 1799 la chiesa subisce un incendio e viene ricostruita su progetto di fra Atanasio Favini da Coriano. La facciata è caratterizzata da un timpano  in stile neoclassico con un altorilievo rappresentante "l'invenzione della santa croce".

## Opere d'arte
Al suo interno è possibile osservare un Crocifisso ligneo del sedicesimo secolo.